# JChemPaint
JChemPaint est un éditeur graphique et un visualisateur de structures chimiques 2D.
C'est un logiciel libre, écrit en Java, qui fonctionne avec Windows, Mac OS X, Linux et d'autres systèmes Unix.
Il se décline sous deux formes :
- une application indépendante
- deux applets, pour la visualisation ou pour l'édition, qui peuvent être intégrées dans des pages Web.

Actuellement, JChemPaint est développé par le projet CDK. Une version dérivée, basée sur SWT, est en cours de développement pour le projet Bioclipse.